# هیگاشی‌هیروشیما، هیروشیما
هیگاشی‌هیروشیما در استان هیروشیما در کشور ژاپن واقع شده است که دارای جمعیت ۱۸۷٬۷۱۱ نفر و مساحت ۶۳۵٫۳۲ کیلومتر مربع با تراکم جمعیت ۲۹۵ نفر در کیلومترمربع است و در تاریخ ۲۰ آوریل ۱۹۷۴ به عنوان شهر شناخته شد.